# فرودگاه فورت مک‌کی/آلبیان
فرودگا فورت مک‌کی/آلبیان (به انگلیسی: Fort MacKay/Albian Aerodrome) یک فرودگاه خصوصی با کد یاتا JHL است که یک باند فرود آسفالت دارد و طول باند آن ۲۳۰۱ متر است. این فرودگاه در کشور کانادا قرار دارد و در ارتفاع ۳۱۹ متری از سطح دریا واقع شده است.